# Wataru Harada
Wataru Harada (原田 亘 Harada Wataru?), född 22 juli 1996 i Hyōgo prefektur, är en japansk fotbollsspelare.
Harada började sin karriär 2019 i FC Imabari.